# Galet
Un galet este o rolă metalică montată între două piese în mișcare, cu scopul de a reduce frecarea. La sistemul de deplasare tip șenilă, galeții montați între roțile stelate motoare permit mișcarea prin rostogolire.

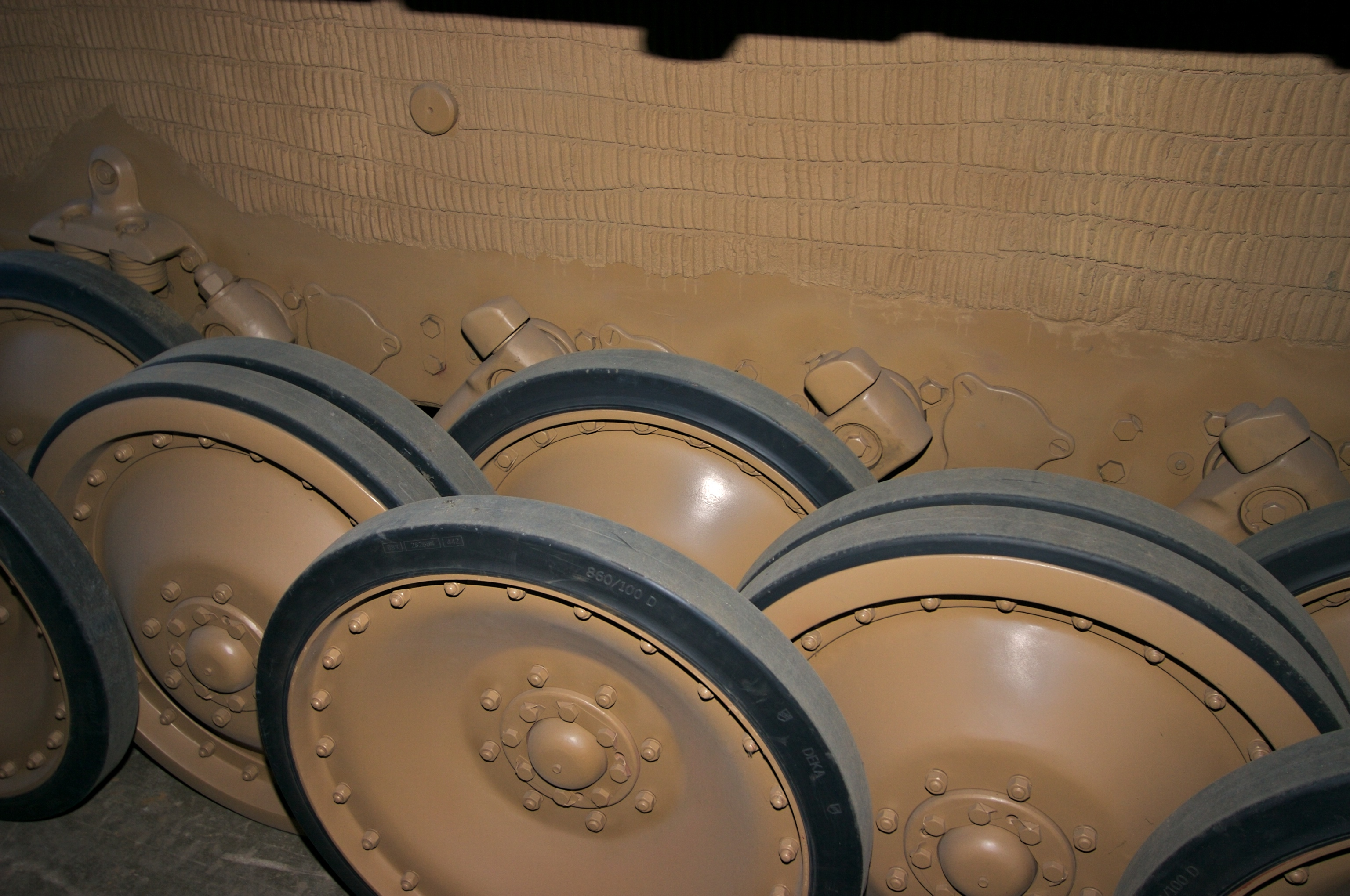
Galeți intercalați, montați pe tancul german Panther
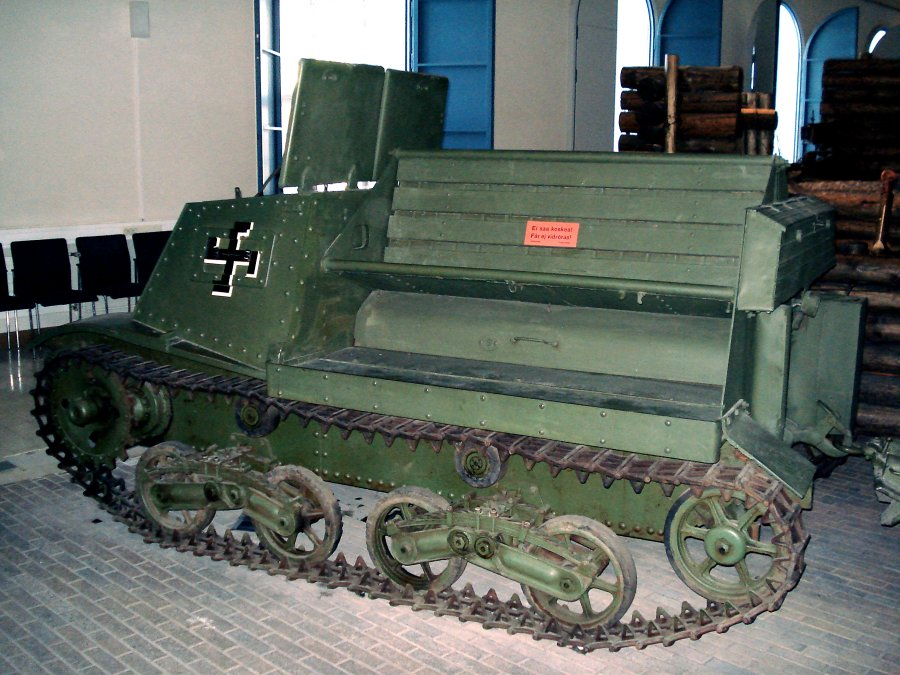
Galeți găuriți montați pe tractorul blindat Komsomolets T-20
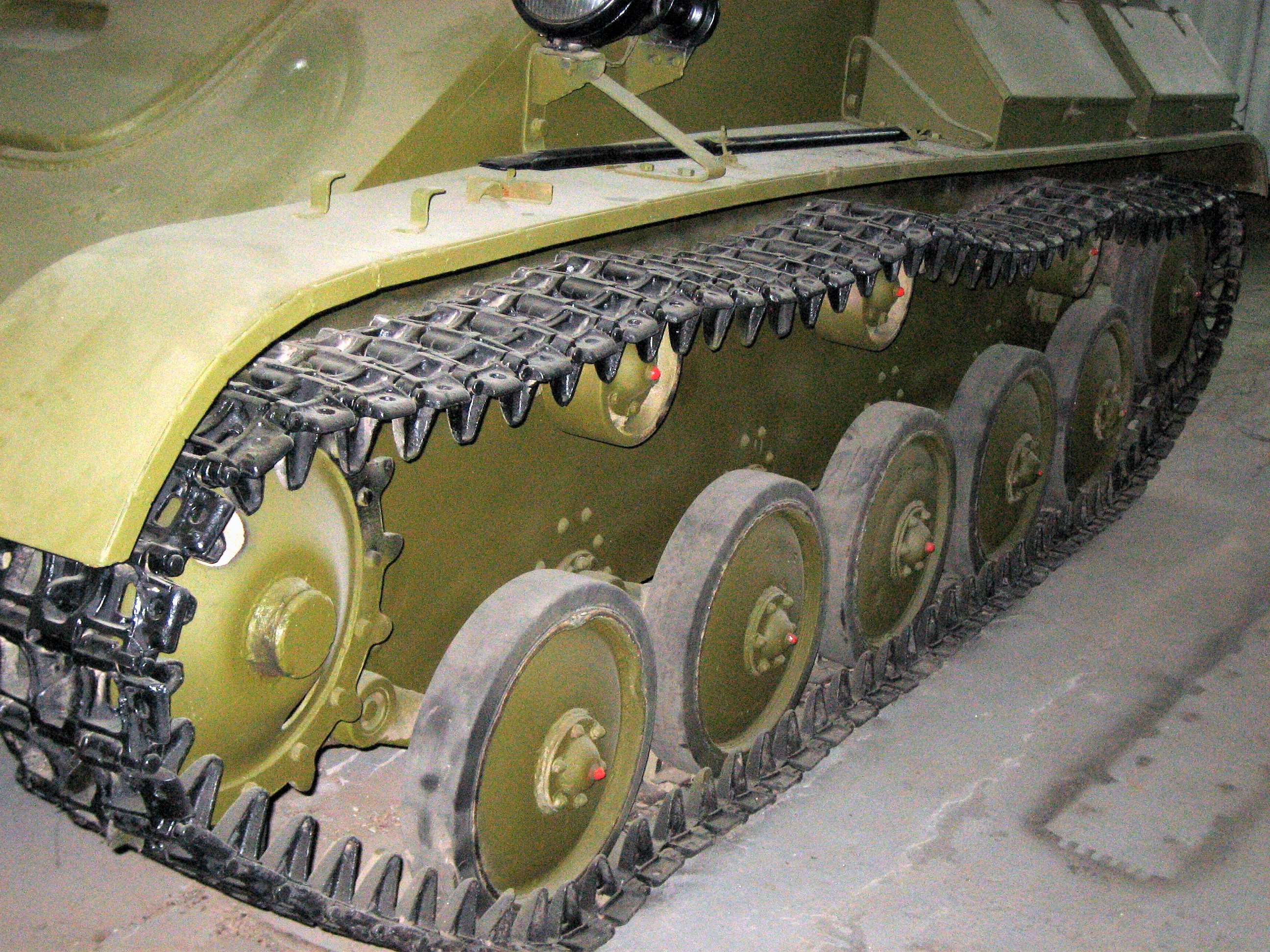
Galeții cauciucați de la șenilele tancului ușor T-70 confereau vehiculului o viteză mai mare